# GMHC Gouda
De Goudse Mixed Hockey Club (GMHC) is een Nederlandse hockeyclub uit Gouda opgericht in 1938. GMHC werd heropgericht op 17 september 1979 nadat de club rond het einde van de Tweede Wereldoorlog was opgehouden te bestaan. De hockeyclub is aangesloten bij de Koninklijke Nederlandse Hockeybond (KNHB).
GMHC is met meer dan 950 leden (begin 2010) en een sterke groei bij de jongste jeugd de grootste hockeyvereniging in de regio Midden-Holland en een van de grootste sportverenigingen in Gouda.
De ruim 70 hockeyteams nemen deel aan door de KNHB georganiseerde competities. De 9 seniorenteams spelen op zondag. Het jonge 1e damesteam speelt in de 1e klasse (na twee keer achtereenvolgens gepromoveerd te zijn) en het 1e herenteam is (seizoen 2013-2014) gedegradeerd naar de 3e klasse
Een aantal van de selectieteams bij de junioren speelt mee in de Top en sub-Top of 1ste klasse op zaterdag, meisjes B1 speelt IDC - de op een na hoogste KNHB-indeling.
In de breedtesport ontwikkelen alle teams zich technisch en tactisch en jaarlijks worden hogere klasseringen (van 4e naar 3e klasse, van 3e naar 2e, van 2e naar 1ste) behaald. Naast hockey in competitieverband is er binnen de Goudse MHC de mogelijkheid om deel te nemen aan trimhockey.
Voor het spelen van wedstrijden en voor de training beschikt de vereniging in het Groenhovenpark over twee semi-watervelden met wedstrijdverlichting, een zandingestrooid kunstgrasveld met trainingsverlichting en een zandingestrooid kunstgras oefenveld dat tevens gebruikt wordt voor wedstrijden van de jongste jeugdteams.